# Красний (Ульяновська область)
Красний (рос. Красный) — селище в Новоспаському районі Ульяновської області Російської Федерації.
Населення становить 444 особи. Входить до складу муніципального утворення Красносельське сільське поселення.

## Історія
Від 2004 року входить до складу муніципального утворення Красносельське сільське поселення.

## Населення
| 2010 |
| ---- |
| 444  |